# The Hilversum Session
| Recensione                | Giudizio |
| ------------------------- | -------- |
| AllMusic                  |          |
| The Penguin Guide to Jazz | [ 1 ]    |

The Hilversum Session è un album free jazz del musicista statunitense Albert Ayler, registrato nel novembre 1964; pubblicato nel 1980 dall'etichetta discografica olandese Osmosis. Il disco è stato in seguito ristampato da DIW Records, Coppens, Esp-disk' e Modern Silence.

## Descrizione
Nell'agosto 1964 il Cafe Montmartre di Copenaghen, dove Ayler aveva suonato in precedenza con Cecil Taylor, invitò Ayler e il suo trio, che comprendeva il bassista Gary Peacock e il batterista Sunny Murray, a tornare per un altro ingaggio. Nonostante gli fosse stato offerto solo un biglietto di sola andata, Ayler accettò l'offerta con la speranza di far conoscere la sua musica a un pubblico più ampio, dato lo scarso riscontro avuto negli Stati Uniti. Secondo Val Wilmer, "Peacock era digiuno da quindici giorni quando Ayler lo tirò giù dal letto per il viaggio." Don Cherry si trovava già in Europa quando il trio arrivò, e si unì agli altri al loro arrivo. Durante il tour, che incluse Olanda, Svezia e Danimarca, il gruppo registrò il materiale che sarebbe stato pubblicato in The Copenhagen Tapes (registrato il 3 settembre al Cafe Montmartre e il 10 settembre nello studio Danish Radio), Ghosts (in seguito pubblicato come Vibrations, registrato il 14 settembre a Copenaghen), e The Hilversum Session, che consiste in esecuzioni dei brani Ghosts e Spirits (C.A.C. è praticamente identica a The Wizard, che appare in Spiritual Unity) più una traccia a firma di Cherry (Infant Happiness) e una nuova composizione di Ayler (No Name).

## Tracce
Musiche di Albert Ayler.
1. Angels – 6:50
2. C.A.C. – 4:58
3. Ghosts – 7:28
4. Infant Happiness – 6:04
5. Spirits – 9:10
6. No Name – 5:40

## Musicisti
- Albert Ayler - sax tenore
- Don Cherry - cornetta
- Gary Peacock - contrabbasso
- Sunny Murray - batteria